# マイチャン。
マイチャン。は長野県にある日本テレビ放送網（NNN）系列の放送局であるテレビ信州（TSB）の2001年1月1日から同局で使用しているマスコットキャラクター。キャッチフレーズも「元気だ！マイチャン。テレビ信州」である。（2009年7月1日～）
テレビ信州では開局以来マスコットが製作されていて（初代は「ヒカル」・「ミドリ」＝1980年10月1日の開局から2000年12月31日まで20年3か月、2代目は「オッぴー」1999年10月1日から1年3か月ほど採用。この1年3か月間は3人共に併用されていた）、「マイチャン」は3代目。正式では初となる。

## 概要
2001年1月1日にそれまでの「ヒカル」・「ミドリ」（開局時のキャラクター）、「オッぴー」に変わるマスコットキャラクターとしてテレビ信州が採用したキャラクターであり、現在はCMやTSB制作の番組のオープニングシーンなどTSBの随所にこのキャラクターが使われている。また、マイチャン。のライバルとして「ブラック・マイチャン」なるものも登場している。
2006年10月1日のデジタル化で番宣のときのキャッチコピーも「マイチャン。4チャン。テレビ信州」に変更された。（2009年3月31日まで。）

## プロフィール
1. 名前　　「マイチャン。」
2. 生まれ　銀河系のあっち、ほのぼの星（ほのぼの星人）。
3. 年齢　　企業秘密
4. 血液型　○（まる）型
5. 性別　　女の子のようだが定かでない
6. 星座　　お茶目座
7. 趣味　　「好きな番組を見る事」「寝る事」

## 特徴
1. 性格はのんびりだが、好きな番組が始まると途端に元気になる。
2. 銀河系ではテレビ信州が大のお気に入りで「マイチャンネル」にしている。
3. 「抹茶（まっちゃ）アイス」が大好物。

## 着ぐるみについて
在長局のマスコットでは唯一のノンバルーンタイプ。顔が中に入っている人間の肘のあたりまで入れるほどの大きさ（もちろん細部まで再現した結果）であるため中に入っている人は肘以上が上げられず苦労しているそうである。

## 他局（在長局）のキャラクター
- 信越放送：ろくちゃん
- 長野放送：ベスト犬 ハチポ
- 長野朝日放送：りんご丸